# Kendji Girac/Diskografie
Diese Diskografie ist eine Übersicht über die musikalischen Werke des französischen Pop-Sängers Kendji Girac. Den Schallplattenauszeichnungen zufolge hat er bisher mehr als 8,2 Millionen Tonträger verkauft. Seine erfolgreichste Veröffentlichung ist das Album Kendji mit über 1,5 Millionen verkauften Einheiten.

## Alben

### Studioalben
| Jahr | Titel Musiklabel                             | Höchstplatzierung, Gesamtwochen, AuszeichnungChartplatzierungen (Jahr, Titel, Musiklabel, Platzierungen, Wochen, Auszeichnungen, Anmerkungen) | Höchstplatzierung, Gesamtwochen, AuszeichnungChartplatzierungen (Jahr, Titel, Musiklabel, Platzierungen, Wochen, Auszeichnungen, Anmerkungen) | Höchstplatzierung, Gesamtwochen, AuszeichnungChartplatzierungen (Jahr, Titel, Musiklabel, Platzierungen, Wochen, Auszeichnungen, Anmerkungen) | Anmerkungen                                                   |
| Jahr | Titel Musiklabel                             | FR | BEW | CH | Anmerkungen                                                   |
| ---- | -------------------------------------------- | --- | --- | --- | ------------------------------------------------------------- |
| 2014 | Kendji Island Def Jam (UMG)                  | FR1 ×3Dreifachdiamant · (126 Wo.)FR | BEW1 Platin · (137 Wo.)BEW | CH22 Gold · (95 Wo.)CH | Erstveröffentlichung: 8. September 2014 Verkäufe: + 1.530.000 |
| 2015 | Ensemble Island Def Jam (UMG)                | FR1 ×2Doppeldiamant · (102 Wo.)FR | BEW1 ×2Doppelplatin · (114 Wo.)BEW | CH1 (54 Wo.)CH | Erstveröffentlichung: 30. Oktober 2015 Verkäufe: + 1.040.000  |
| 2018 | Amigo Island Def Jam (UMG)                   | FR1 Diamant · (140 Wo.)FR | BEW1 Gold · (115 Wo.)BEW | CH7 (21 Wo.)CH | Erstveröffentlichung: 31. August 2018 Verkäufe: + 510.000     |
| 2020 | Mi vida Island Def Jam (UMG)                 | FR2 ×3Dreifachplatin · (151 Wo.)FR | BEW1 Platin · (… Wo.)BEW | CH5 (17 Wo.)CH | Erstveröffentlichung: 9. Oktober 2020 Verkäufe: + 320.000     |
| 2022 | L’école de la vie K7G / Island Def Jam (UMG) | FR1 Platin · (96 Wo.)FR | BEW3 (33 Wo.)BEW | CH11 (6 Wo.)CH | Erstveröffentlichung: 11. November 2022 Verkäufe: + 100.000   |
| 2024 | Vivre… K7G / Island Def Jam (UMG)            | FR3 Platin · (… Wo.)FR | BEW3 (… Wo.)BEW | CH14 (1 Wo.)CH | Erstveröffentlichung: 4. Oktober 2024 Verkäufe: + 100.000     |

### Livealben
| Jahr | Titel Musiklabel                       | Höchstplatzierung, Gesamtwochen, AuszeichnungChartplatzierungen (Jahr, Titel, Musiklabel, Platzierungen, Wochen, Auszeichnungen, Anmerkungen) | Höchstplatzierung, Gesamtwochen, AuszeichnungChartplatzierungen (Jahr, Titel, Musiklabel, Platzierungen, Wochen, Auszeichnungen, Anmerkungen) | Höchstplatzierung, Gesamtwochen, AuszeichnungChartplatzierungen (Jahr, Titel, Musiklabel, Platzierungen, Wochen, Auszeichnungen, Anmerkungen) | Anmerkungen                                            |
| Jahr | Titel Musiklabel                       | FR | BEW | CH | Anmerkungen                                            |
| ---- | -------------------------------------- | --- | --- | --- | ------------------------------------------------------ |
| 2017 | Ensemble, le live Island Def Jam (UMG) | FR15 Gold · (32 Wo.)FR | BEW5 (31 Wo.)BEW | — | Erstveröffentlichung: 17. März 2017 Verkäufe: + 75.000 |

### EPs
| Jahr | Titel Musiklabel     | Höchstplatzierung, Gesamtwochen, AuszeichnungChartplatzierungen (Jahr, Titel, Musiklabel, Platzierungen, Wochen, Auszeichnungen, Anmerkungen) | Höchstplatzierung, Gesamtwochen, AuszeichnungChartplatzierungen (Jahr, Titel, Musiklabel, Platzierungen, Wochen, Auszeichnungen, Anmerkungen) | Höchstplatzierung, Gesamtwochen, AuszeichnungChartplatzierungen (Jahr, Titel, Musiklabel, Platzierungen, Wochen, Auszeichnungen, Anmerkungen) | Anmerkungen                          |
| Jahr | Titel Musiklabel     | FR | BEW | CH | Anmerkungen                          |
| ---- | -------------------- | --- | --- | --- | ------------------------------------ |
| 2014 | Kendji Girac Mercury | FR44 (9 Wo.)FR | — | — | Erstveröffentlichung: 1. Januar 2014 |

## Singles

### Als Leadmusiker
| Jahr | Titel Album                                                         | Höchstplatzierung, Gesamtwochen, AuszeichnungChartplatzierungen (Jahr, Titel, Album, Platzierungen, Wochen, Auszeichnungen, Anmerkungen) | Höchstplatzierung, Gesamtwochen, AuszeichnungChartplatzierungen (Jahr, Titel, Album, Platzierungen, Wochen, Auszeichnungen, Anmerkungen) | Höchstplatzierung, Gesamtwochen, AuszeichnungChartplatzierungen (Jahr, Titel, Album, Platzierungen, Wochen, Auszeichnungen, Anmerkungen) | Anmerkungen                                                                   |
| Jahr | Titel Album                                                         | FR | BEW | CH | Anmerkungen                                                                   |
| --- | ------------------------------------------------------------------- | --- | --- | --- | ----------------------------------------------------------------------------- |
| 2014 | Color Gitano Kendji                                                 | FR11 Platin · (84 Wo.)FR | BEW12 (27 Wo.)BEW | — | Erstveröffentlichung: 16. Juni 2014 Verkäufe: + 338.333                       |
| 2014 | Andalouse Kendji                                                    | FR3 Diamant · (111 Wo.)FR | BEW3 Gold · (47 Wo.)BEW | CH56 (3 Wo.)CH | Erstveröffentlichung: 18. August 2014 Verkäufe: + 71.666                      |
| 2014 | Elle ma m’aimé Kendji                                               | FR22 Gold · (39 Wo.)FR | — | — | Erstveröffentlichung: 25. August 2014 Verkäufe: + 100.000                     |
| 2015 | Conmigo Kendji                                                      | FR7 Gold · (32 Wo.)FR | BEW6 (23 Wo.)BEW | — | Erstveröffentlichung: 18. März 2015 Verkäufe: + 66.666                        |
| 2015 | Cool Kendji                                                         | FR20 Gold · (31 Wo.)FR | BEW17 (14 Wo.)BEW | — | Erstveröffentlichung: 7. Juni 2015 Verkäufe: + 100.000                        |
| 2015 | Me quemo Ensemble                                                   | FR7 Platin · (42 Wo.)FR | BEW4 (22 Wo.)BEW | — | Erstveröffentlichung: 31. August 2015 Verkäufe: + 200.000                     |
| 2015 | Les yeux de la mama Ensemble                                        | FR5 Diamant · (63 Wo.)FR | BEW8 (5 Wo.)BEW | — | Erstveröffentlichung: 23. November 2015 Verkäufe: + 333.333                   |
| 2016 | No me mires más Ensemble                                            | FR7 Diamant · (51 Wo.)FR | BEW11 (17 Wo.)BEW | CH31 (17 Wo.)CH | Erstveröffentlichung: 11. Januar 2016 Verkäufe: + 233.333; feat. Soprano      |
| 2016 | Tú y yo Ensemble                                                    | FR134 (7 Wo.)FR | — | — | Erstveröffentlichung: 2. Mai 2016                                             |
| 2016 | Sonrisa Ensemble (Édition Collector)                                | FR25 Gold · (19 Wo.)FR | BEW42 (1 Wo.)BEW | — | Erstveröffentlichung: 1. Juli 2016 Verkäufe: + 66.666                         |
| 2016 | Ma câlina Ensemble (Édition Collector)                              | FR40 Gold · (11 Wo.)FR | BEW15 (8 Wo.)BEW | — | Erstveröffentlichung: 28. November 2016 Verkäufe: + 100.000                   |
| 2018 | Maria Maria Amigo                                                   | FR74 Gold · (11 Wo.)FR | BEW19 (7 Wo.)BEW | — | Erstveröffentlichung: 20. April 2018 Verkäufe: + 100.000                      |
| 2018 | Pour oublier Amigo                                                  | FR27 Platin · (28 Wo.)FR | BEW3 (20 Wo.)BEW | — | Erstveröffentlichung: 22. Juni 2018 Verkäufe: + 200.000                       |
| 2018 | Tiago Amigo                                                         | FR32 Diamant · (35 Wo.)FR | BEW5 (17 Wo.)BEW | — | Erstveröffentlichung: 19. Oktober 2018 Verkäufe: + 333.333                    |
| 2019 | Que Dieu me pardonne Amigo                                          | FR133 Platin · (14 Wo.)FR | BEW31 (12 Wo.)BEW | — | Erstveröffentlichung: 22. Februar 2019 Verkäufe: + 200.000; mit Claudio Capéo |
| 2020 | Habibi Mi vida                                                      | FR109 Gold · (18 Wo.)FR | — | — | Erstveröffentlichung: 12. Juni 2020 Verkäufe: + 100.000                       |
| 2020 | Dernier métro Mi vida                                               | FR79 Platin · (23 Wo.)FR | BEW11 (19 Wo.)BEW | — | Erstveröffentlichung: 28. August 2020 Verkäufe: + 200.000; feat. Gims         |
| 2020 | Évidemment Mi vida                                                  | FR69 Platin · (26 Wo.)FR | BEW13 (15 Wo.)BEW | — | Erstveröffentlichung: 17. Dezember 2020 Verkäufe: + 200.000                   |
| 2021 | Bebeto Mi vida                                                      | FR33 Platin · (33 Wo.)FR | BEW10 (18 Wo.)BEW | — | Erstveröffentlichung: 30. März 2021 Verkäufe: + 200.000; feat. Soolking       |
| 2021 | Dans mes bras Mi vida                                               | FR43 Diamant · (26 Wo.)FR | BEW12 (18 Wo.)BEW | — | Erstveröffentlichung: 24. September 2021 Verkäufe: + 333.333; mit Dadju       |
| 2021 | Conquistador Mi vida                                                | FR— GoldFR | BEW32 (8 Wo.)BEW | — | Erstveröffentlichung: 10. Dezember 2021 Verkäufe: + 100.000                   |
| 2022 | Eva L’école de la vie                                               | FR104 Gold · (13 Wo.)FR | BEW14 (19 Wo.)BEW | — | Erstveröffentlichung: 2. September 2022 Verkäufe: + 100.000                   |
| 2022 | L’école de la vie                                                   | — | BEW— GoldBEW | — | Erstveröffentlichung: 5. September 2022 Verkäufe: + 10.000                    |
| 2022 | Mon beau sapin –                                                    | — | — | — | Erstveröffentlichung: 10. November 2022                                       |
| 2022 | Le feu L’école de la vie                                            | FR27 Diamant · (50 Wo.)FR | BEW9 (19 Wo.)BEW | — | Erstveröffentlichung: 16. November 2022 Verkäufe: + 333.333; feat. Vianney    |
| 2023 | Desperado L’école de la vie                                         | — | BEW29 (9 Wo.)BEW | — | Erstveröffentlichung: 2. Februar 2023 feat. Soolking                          |
| 2024 | Lala yelali –                                                       | — | — | — | Erstveröffentlichung: 5. Mai 2024 mit Efa                                     |
| 2024 | Si seulement… Vivre…                                                | FR31 Platin · (30 Wo.)FR | BEW16 Gold · (18 Wo.)BEW | — | Erstveröffentlichung: 29. August 2024 Verkäufe: + 210.000                     |
| 2025 | J’ai changé Vivre…                                                  | — | BEW41 (4 Wo.)BEW | — | Erstveröffentlichung: 6. Februar 2025 (Acapella)                              |
| 2025 | Un, dos, tres –                                                     | — | BEW43 (1 Wo.)BEW | — | Erstveröffentlichung: 3. Juli 2025                                            |
| Folgende Lieder erschienen nicht als Single, wurden aber durch das Album zum Download und Streaming bereitgestellt und konnten somit eine Platzierung erlangen: |                                                                     | | | |                                                                               |
| |                                                                     | | | |                                                                               |
| 2014 | Amor de mis amores / Volare The Voice 3 - La Plus Belle Voix (2014) | FR94 (2 Wo.)FR | — | — | Charteinstieg: 17. Mai 2014 als Kendji                                        |
| 2014 | Belle The Voice 3 - La Plus Belle Voix (2014)                       | FR96 (23 Wo.)FR | — | — | Charteinstieg: 17. Mai 2014 als Kendji                                        |
| 2014 | Mi amor Kendji                                                      | FR118 (1 Wo.)FR | — | — | Charteinstieg: 20. September 2014                                             |
| 2014 | Avec toi Kendji                                                     | FR179 (1 Wo.)FR | — | — | Charteinstieg: 20. September 2014                                             |
| 2014 | Baïla amigo Kendji                                                  | FR187 (1 Wo.)FR | — | — | Charteinstieg: 20. September 2014                                             |
| 2014 | Mon univers Kendji                                                  | FR192 (1 Wo.)FR | — | — | Charteinstieg: 20. September 2014                                             |
| 2014 | La bohème Aznavour, sa jeunesse                                     | FR61 (6 Wo.)FR | — | — | Charteinstieg: 22. November 2014                                              |
| 2015 | Les richesses du cœur Kendji                                        | FR57 (1 Wo.)FR | — | — | Charteinstieg: 16. Mai 2015                                                   |
| 2015 | Ma solitude Ensemble                                                | FR131 (1 Wo.)FR | — | — | Charteinstieg: 7. November 2015                                               |
| 2015 | C’est trop Ensemble                                                 | FR143 (1 Wo.)FR | — | — | Charteinstieg: 7. November 2015                                               |
| 2015 | Besame Ensemble                                                     | FR199 (1 Wo.)FR | — | — | Charteinstieg: 7. November 2015                                               |
| 2016 | Elle a tout Ensemble (Édition Collector)                            | FR80 (1 Wo.)FR | — | — | Charteinstieg: 3. Dezember 2016                                               |
| 2016 | Jamais à genoux Ensemble (Édition Collector)                        | FR84 (1 Wo.)FR | — | — | Charteinstieg: 3. Dezember 2016                                               |

### Als Gastmusiker
| Jahr | Titel Album                        | Höchstplatzierung, Gesamtwochen, AuszeichnungChartplatzierungen (Jahr, Titel, Album, Platzierungen, Wochen, Auszeichnungen, Anmerkungen) | Höchstplatzierung, Gesamtwochen, AuszeichnungChartplatzierungen (Jahr, Titel, Album, Platzierungen, Wochen, Auszeichnungen, Anmerkungen) | Höchstplatzierung, Gesamtwochen, AuszeichnungChartplatzierungen (Jahr, Titel, Album, Platzierungen, Wochen, Auszeichnungen, Anmerkungen) | Anmerkungen                                                                  |
| Jahr | Titel Album                        | FR | BEW | CH | Anmerkungen                                                                  |
| --- | ---------------------------------- | --- | --- | --- | ---------------------------------------------------------------------------- |
| 2015 | One Last Time (Attends-moi) Kendji | FR11 (2 Wo.)FR | — | — | Erstveröffentlichung: 10. Februar 2015 Ariana Grande feat. Kendji Girac      |
| 2025 | Je vis pour elle –                 | FR113 (11 Wo.)FR | — | — | Erstveröffentlichung: 14. Februar 2025 Andrea Bocelli feat. Kendji Girac     |
| Folgende Lieder erschienen nicht als Single, wurden aber durch das Album zum Download und Streaming bereitgestellt und konnten somit eine Platzierung erlangen: |                                    | | | |                                                                              |
| |                                    | | | |                                                                              |
| 2022 | Baila Sans visa                    | FR164 Gold · (4 Wo.)FR | — | — | Charteinstieg: 3. Juni 2022 Verkäufe: + 100.000; Soolking feat. Kendji Girac |
| 2023 | Je suis fou À 2 à 3                | FR61 Platin · (23 Wo.)FR | BEW42 (6 Wo.)BEW | — | Verkäufe: + 200.000; Vianney feat. Kendji Girac & Soprano                    |

## Boxsets
| Jahr | Titel Musiklabel                                                         | Höchstplatzierung, Gesamtwochen, AuszeichnungChartplatzierungen (Jahr, Titel, Musiklabel, Platzierungen, Wochen, Auszeichnungen, Anmerkungen) | Höchstplatzierung, Gesamtwochen, AuszeichnungChartplatzierungen (Jahr, Titel, Musiklabel, Platzierungen, Wochen, Auszeichnungen, Anmerkungen) | Höchstplatzierung, Gesamtwochen, AuszeichnungChartplatzierungen (Jahr, Titel, Musiklabel, Platzierungen, Wochen, Auszeichnungen, Anmerkungen) | Anmerkungen                             |
| Jahr | Titel Musiklabel                                                         | FR | BEW | CH | Anmerkungen                             |
| ---- | ------------------------------------------------------------------------ | --- | --- | --- | --------------------------------------- |
| 2016 | Kendji / Ensemble / Kendji Girac, de l’ombre à la lumière U.L.M./Mercury | FR123 (2 Wo.)FR | — | — | Erstveröffentlichung: 20. Mai 2016      |
| 2017 | Kendji / Ensemble U.L.M./Mercury                                         | FR69 (29 Wo.)FR | — | — | Erstveröffentlichung: 18. August 2017   |
| 2019 | L’intégrale U.L.M./Mercury                                               | FR53 (45 Wo.)FR | — | — | Erstveröffentlichung: 29. November 2019 |

## Videoalben
| Jahr | Titel             | Anmerkungen                           |
| ---- | ----------------- | ------------------------------------- |
| 2017 | Ensemble, le live | Erstveröffentlichung: 2017 · FR: Gold |

## Statistik

### Chartauswertung
|                     | FR     | BEW     | CH    |
| ------------------- | ------ | ------- | ----- |
| Nummer-eins-Alben   | FR4FR  | BEW4BEW | CH1CH |
| Top-10-Alben        | FR6FR  | BEW7BEW | CH3CH |
| Alben in den Charts | FR11FR | BEW7BEW | CH6CH |

|                       | FR     | BEW      | CH    |
| --------------------- | ------ | -------- | ----- |
| Nummer-eins-Singles   | FR—FR  | BEW—BEW  | CH—CH |
| Top-10-Singles        | FR5FR  | BEW8BEW  | CH—CH |
| Singles in den Charts | FR37FR | BEW23BEW | CH2CH |

### Auszeichnungen für Musikverkäufe
Anmerkung: Auszeichnungen in Ländern aus den Charttabellen bzw. Chartboxen sind in ebendiesen zu finden.
| Land/RegionAuszeichnungen für Musikverkäufe (Land/Region, Auszeichnungen, Verkäufe, Quellen) | Gold       | Platin       | Diamant       | Verkäufe  | Quellen         |
| -------------------------------------------------------------------------------------------- | ---------- | ------------ | ------------- | --------- | --------------- |
| Belgien (BRMA)                                                                               | 4× Gold4   | 4× Platin4   | —             | 120.000   | ultratop.be     |
| Frankreich (SNEP)                                                                            | 12× Gold12 | 14× Platin14 | 12× Diamant12 | 8.113.330 | snepmusique.com |
| Schweiz (IFPI)                                                                               | Gold1      | —            | —             | 10.000    | hitparade.ch    |
| Insgesamt                                                                                    | 17× Gold17 | 18× Platin18 | 12× Diamant12 |           |                 |